# Arhopala amytis
Arhopala amytis är en fjärilsart som beskrevs av William Chapman Hewitson 1862. Arhopala amytis ingår i släktet Arhopala och familjen juvelvingar. Inga underarter finns listade i Catalogue of Life.